# Dikoleps depressa
Dikoleps depressa là một loài ốc biển, là động vật thân mềm chân bụng sống ở biển thuộc họ Skeneidae.